# NGC 7202
NGC 7202 is een ster in het sterrenbeeld Zuidervis. Het hemelobject werd op 15 augustus 1835 ontdekt door de Britse astronoom John Herschel.